# Gölcük, Sındırgı
Gölcük là một thị trấn thuộc huyện Sındırgı, tỉnh Balıkesir, Thổ Nhĩ Kỳ. Dân số thời điểm năm 2010 là 1.7 người.